# Mazaterón
Mazaterón es una localidad española del municipio de Almazul, perteneciente a la provincia de Soria, en la comunidad autónoma de Castilla y León. FOrma parte de la comarca de Campo de Gómara y del partido judicial de Soria.

## Geografía
Bañado por el río Henar y situado al pie de unas sierras que están a la parte este, Costañazo y Corija; quedando al sur Miñana.
Confina con los pueblos de Almazul y Miñana.

### Comunicaciones

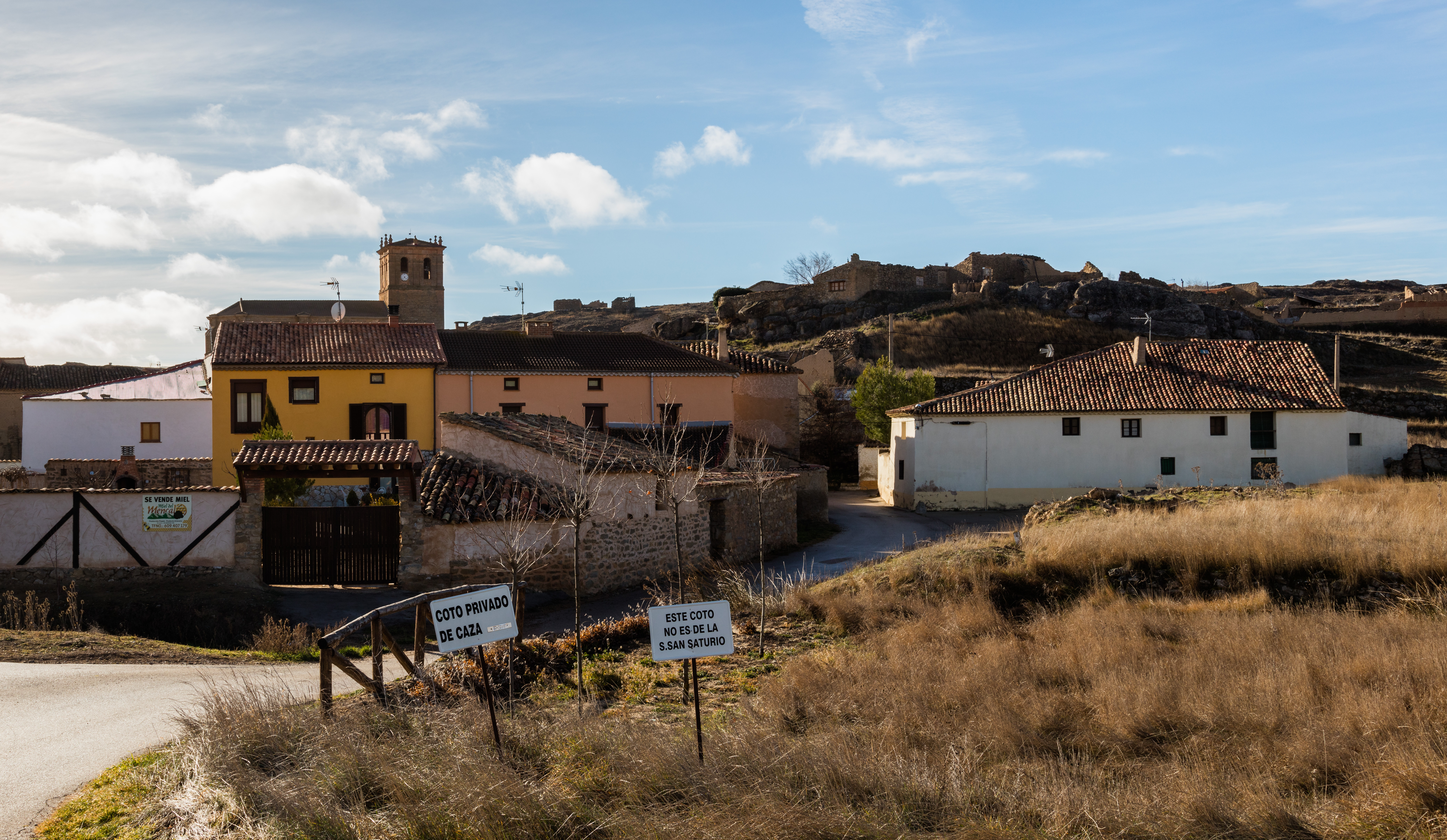
Vista de la localidad

Cruce de caminos de las carreteras provincial SO-P-3113, que nos conduce en dirección oeste a Serón de Nágima y la autonómica SO-350 de Gómara a Deza.

## Historia
El censo de Pecheros de 1528, en el que no se contaban eclesiásticos, hidalgos y nobles, registraba la existencia de 79 pecheros, es decir unidades familiares que pagaban impuestos. Formaba parte del Sexmo de Arciel.
A la caída del Antiguo Régimen la localidad se constituye en municipio constitucional en la región de Castilla la Vieja, que en el censo de 1842 contaba con 106 hogares y 431 vecinos.
El 31 de mayo de 1966 este municipio desaparece porque se integra en el municipio de Almazul. Contaba entonces con 87 hogares y 324 habitantes.

## Demografía
| Gráfica de evolución demográfica de Mazaterón entre 1842 y 1960 |
| |
| Población de derecho según los censos de población del INE Población de hecho según los censos de población del INEEntre el censo de 1970 y el anterior, este municipio desaparece porque se integra en el municipio 42021 (Almazul) |

En el año 1981 contaba con 115 habitantes, concentrados en el núcleo principal, pasando a 31 en 2008.

## Fiestas
Sus albadas, muestra de cultura tradicional, son célebres. 
Son canciones de boda y su comienzo es:
"Buenas noches caballeros

y viva la gente honrada,

con el permiso de ustedes

vamos a cantar la albada..."

## Personas notables
Naturales de la localidad de Mazaterón: 
- Juan Ramos Romero, bachiller en Cánones por la Universidad de Alcalá (1610)